# Liga de Fútbol Profesional de Nigeria 2021-22
La Liga de Fútbol Profesional de Nigeria 2021-22 fue la 51.ª temporada de la Liga de Fútbol Profesional de Nigeria. La temporada comenzó el 17 de diciembre de 2021 y terminó el 17 de julio de 2022.

## Equipos participantes
| Equipo                | Ciudad        | Estadio                                |
| --------------------- | ------------- | -------------------------------------- |
| Abia Warriors         | Umuahia       | Estadio Okiwge                         |
| Akwa United           | Uyo           | Estadio Godswill Akpabio International |
| Dakkada               | Uyo           | Estadio Internacional Godswill Akpabio |
| Enyimba International | Aba           | Estadio Internacional Enyimba          |
| Gombe United          | Gombe         | Estadio Pantami                        |
| Heartland             | Owerri        | Estadio Dan Anyiam                     |
| Kano Pillars          | Kano          | Estadio Sani Abacha                    |
| Katsina United        | Katsina       | Estadio Muhammadu Dikko                |
| Kwara United          | Ilorin        | Estadio Kwara                          |
| Lobi Stars            | Makurdi       | Estadio Aper Aku                       |
| MFM                   | Lagos         | Estadio Agege                          |
| Nasarawa United       | Lafia         | Estadio Lafia Township                 |
| Niger Tornadoes       | Minna         | Estadio Kwara                          |
| Plateau United        | Jos           | Estadio New Jos                        |
| Rangers International | Enugu         | Estadio Nnamdi Azikiwe                 |
| Remo Stars            | Ikenne        | Estadio Internacional Otunba Dipo Dina |
| Rivers United         | Port Harcourt | Estadio Yakubu Gowon                   |
| Shooting Stars        | Ibadán        | Estadio Adamasingba                    |
| Sunshine Stars        | Akure         | Estadio Akure Township                 |
| Wikki Tourists        | Bauchi        | Estadio Abubakar Tafawa Balewa         |

### Ascensos y descensos
| Pos. | Descendidos de la Liga de Fútbol Profesional 2020-21 |
| ---- | ---------------------------------------------------- |
| 17.º | Jigawa Golden Stars                                  |
| 18.º | Warri Wolves                                         |
| 19.º | Ifeanyi Ubah                                         |
| 20.º | Adamawa United                                       |

| Pos. | Ascendidos de la División 1 2020-21 |
| ---- | ----------------------------------- |
| 1.º  | Niger Tornadoes                     |
| 2.º  | Shooting Stars                      |
| 3.º  | Remo Stars                          |
| 4.º  | Gombe United                        |

## Tabla de posiciones
| Pos. | Equipo                | Pts. | PJ | G  | E  | P  | GF | GC | Dif. | Clasificación o descenso 2022-23 |
| ---- | --------------------- | ---- | -- | -- | -- | -- | -- | -- | ---- | -------------------------------- |
| 1    | Rivers United (C)     | 77   | 38 | 23 | 8  | 7  | 58 | 24 | +34  | Liga de Campeones de la CAF      |
| 2    | Plateau United        | 67   | 38 | 21 | 4  | 13 | 50 | 29 | +21  | Liga de Campeones de la CAF      |
| 3    | Remo Stars            | 62   | 38 | 18 | 8  | 12 | 43 | 26 | +17  | Copa Confederación de la CAF     |
| 4    | Kwara United          | 58   | 38 | 17 | 7  | 14 | 43 | 45 | −2   | Copa Confederación de la CAF     |
| 5    | Rangers International | 56   | 38 | 15 | 11 | 12 | 41 | 30 | +11  |                                  |
| 6    | Nasarawa United       | 53   | 38 | 15 | 8  | 15 | 42 | 48 | −6   |                                  |
| 7    | Enyimba International | 52   | 38 | 15 | 7  | 16 | 39 | 36 | +3   |                                  |
| 8    | Gombe United          | 52   | 38 | 14 | 10 | 14 | 39 | 39 | 0    |                                  |
| 9    | Akwa United           | 52   | 38 | 13 | 13 | 12 | 35 | 36 | −1   |                                  |
| 10   | Wikki Tourists        | 52   | 38 | 15 | 7  | 16 | 34 | 35 | −1   |                                  |
| 11   | Sunshine Stars        | 51   | 38 | 14 | 9  | 15 | 30 | 30 | 0    |                                  |
| 12   | Niger Tornadoes       | 51   | 38 | 15 | 6  | 17 | 32 | 38 | −6   |                                  |
| 13   | Abia Warriors         | 50   | 38 | 13 | 11 | 14 | 50 | 44 | +6   |                                  |
| 14   | Dakkada               | 49   | 38 | 15 | 4  | 19 | 42 | 49 | −7   |                                  |
| 15   | Lobi Stars            | 49   | 38 | 14 | 7  | 17 | 36 | 48 | −12  |                                  |
| 16   | Shooting Stars        | 48   | 38 | 12 | 12 | 14 | 41 | 45 | −4   |                                  |
| 17   | Katsina United (D)    | 48   | 38 | 15 | 3  | 20 | 34 | 42 | −8   | División 1                       |
| 18   | Heartland (D)         | 47   | 38 | 13 | 8  | 17 | 32 | 48 | −16  | División 1                       |
| 19   | Kano Pillars (D)      | 45   | 38 | 15 | 6  | 17 | 32 | 36 | −4   | División 1                       |
| 20   | MFM (D)               | 36   | 38 | 9  | 9  | 20 | 26 | 51 | −25  | División 1                       |

 Fuente: Soccerway
Criterios de clasificación: Puntos · Enfrentamientos directos · Diferencia de goles · Goles a favor · Puntos fair-play · Play-off.